# Nyckelås naturreservat
Nyckelås är ett naturreservat i Bottnaryds socken i Jönköpings kommun i Småland (Jönköpings län) och Bjurbäcks socken i Mullsjö kommun i Västergötland (Jönköpings län).
Området är skyddat sedan 2005 och är 151 hektar stort. Det är beläget 1 kilometer väster om Bjurbäcks kyrka, längst i väster i de båda kommunerna. Det sluttar ner mot ån Tidan och Nässjön och består av äldre lövskog, sumpskog och vattendrag.
Naturreservatet är ett stort lövskogsområde där ek och ask dominerar. Inslag av kalkrika bergarter och ett antal källflöden bidrar till rik växtlighet med många sällsynta arter. På en del grova gamla träd växer lung- och almlav. I övrigt finns en rik markflora och ett rikt fågelliv.
Längs med Tidan växer bland annat klibbal, björk, hägg och viden. I ån förekommer de mycket ovanliga arterna flodpärlmussla och spetsig målarmussla.

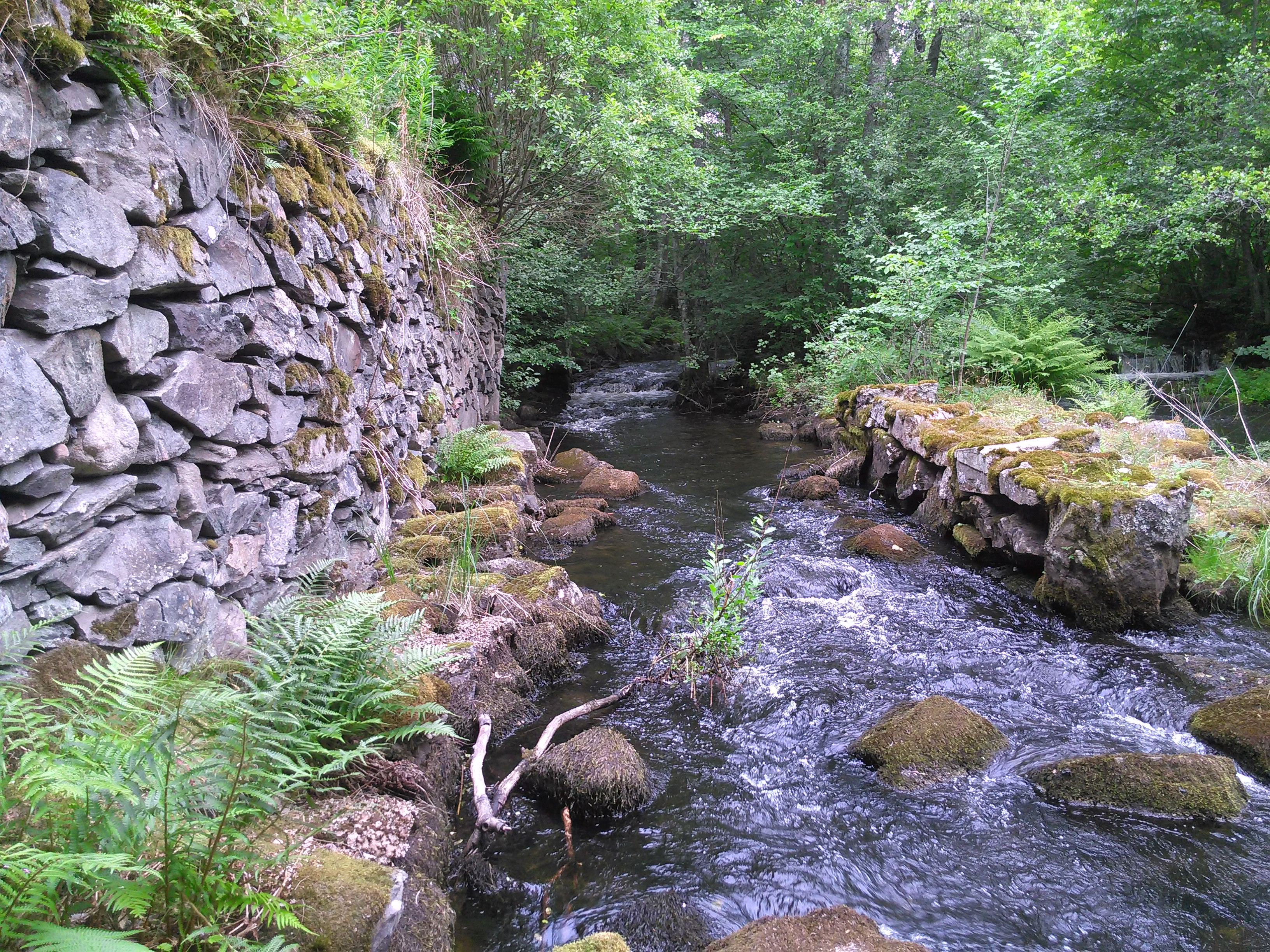
Den gamla kvarnen i norra delen av reservatet utmed ån Tidan.